# 矶田一郎
矶田一郎（日语：磯田一郎/いそだ いちろう，1913年1月12日—1993年12月3日），日本银行家，曾是日本国家橄榄球队运动员，住友銀行行长，被誉为“世界最佳银行家”。